# Carlos Cytrynowski
Carlos Cytrynowski (Buenos Aires, 24 de marzo de 1939-Madrid, 4 de febrero de 1995) fue un escenógrafo y arquitecto argentino de actuación internacional

## Biografía
Estudió en la Universidad de Buenos Aires, ciudad donde desarrolló intensa actividad en la década del 70, en su haber más de ochenta espectáculos.
Se recuerda Un enemigo del pueblo de Henrik Ibsen en el Teatro San Martín, A qué jugamos de Carlos Gorostiza dirigido por David Stivel con Marilina Ross y Norma Aleandro y otras obras del grupo Gente de Teatro como Libertad, libertad, libertad; en el Teatro Payró hizo El señor Galíndez de Jaime Kogan y en el San Martín, Macbeth con Inda Ledesma y Lautaro Murúa dirigido por Roberto Duran y El burlador de Sevilla de Tirso de Molina.
Su larga colaboración con Oscar Araiz y Renata Schussheim tuvo gran éxito en Argentina como en Europa, donde emigró con la instauración de la dictadura militar argentina.
Trabajó ocho años en el Gran Teatro de Ginebra y en el Berliner Ensemble. Realizó escenografías de ópera en Argentina y Europa y en la Ópera de Berlín y París.
En España fue colaborador artístico de Adolfo Marsillach y fue director adjunto de la Compañía Nacional de Teatro Clásico desde 1986 hasta su fallecimiento en 1995.